# Konglungen
Konglungen es una localidad ubicada en el municipio de Asker, en la provincia de Viken, Noruega. Tiene una población estimada, a inicios de 2021, de 277 habitantes.
Está ubicada al sureste del país, cerca del lago Mjøsa y el río Glomma, y a poca distancia al norte de Oslo.